# Amerikaanse strandplevier
De Amerikaanse strandplevier (Anarhynchus nivosus) is een waadvogel uit de familie van plevieren (Charadriidae). Deze soort is afgesplitst van de (Euraziatische) strandplevier.

## Kenmerken
De Amerikaanse strandplevier lijkt sterk op de strandplevier. De vogel is 15 tot 17 cm lang. De kruin van de strandplevier is grijsbruin terwijl de kruin van de Euraziatische strandplevier roodbruin wordt in de broedtijd. Verder heeft de Amerikaanse strandplevier kortere poten. Deze kenmerken komen echter ook voor bij de ondersoorten van de strandplevier en daarom is er geen consensus over de afsplitsing.

## Verspreiding en leefgebied
De IOC World Bird List onderscheidt twee ondersoorten:
- Anarhynchus nivosus nivosus (Verenigde Staten, Mexico en West-Indië)
- Anarhynchus nivosus occidentalis (Kusten van Peru tot het midden van Chili)

Het leefgebied van de Amerikaanse strandplevier zijn zandstranden. Dit leefgebied wordt steeds meer het domein van de mens en zijn huisdieren. Daarom is de Amerikaanse strandplevier beschermd volgens Endangered Species Act van de Verenigde Staten.

## Status
De grootte van de populatie is in 2019 geschat op 24-31 duizend volwassen vogels. Op de Rode lijst van de IUCN heeft deze soort de status gevoelig.